# HD 164604
HD 164604は、地球からいて座の方向に約130光年離れた位置にある10等級の恒星である。質量と半径が太陽の約8割、金属量が約3分の2ほどのK型主系列星で、スペクトル分類はK3.5Vk:型もしくはK2V型に分類される。周囲を公転する大質量の太陽系外惑星が存在することが知られている。

## 惑星系
2010年にドップラー分光法（視線速度法）による HD 164604 の観測から、HD 164604 の周囲を公転する太陽系外惑星 HD 164604 b が発見され、他の4つの太陽系外惑星の発見と共に公表された。発見当初は木星の1.3倍の下限質量を持ち、606.4日かけて軌道を公転しているとされたが、2019年にさらに詳細なパラメーターに改良された。2022年にはガイア衛星による観測結果を取りまとめたガイアデータリリース第3版 (Gaia DR3) が公開されたが、このデータリリースで HD 164604 のアストロメトリ（位置天文学）観測に基づく HD 164604 b の軌道傾斜角と真の質量が求められた。ガイア衛星による観測によると、HD 164604 b の軌道傾斜角は約30度であり、不確実性があるも真の質量は木星の14倍程度であると求められている。
| 名称 （恒星に近い順） | 質量          | 軌道長半径 （天文単位） | 公転周期 (日)    | 軌道離心率  | 軌道傾斜角 | 半径 |
| --------------------- | ------------- | ----------------------- | ---------------- | ----------- | ---------- | ---- |
| b (Caleuche)          | 14.3 ± 5.5 MJ | 1.331 ± 0.029           | 641.472 ± 10.129 | 0.35 ± 0.10 | 29 ± 19°   | —    |

## 名称
2019年、世界中の全ての国または地域に1つの系外惑星系を命名する機会を提供する「IAU100 Name ExoWorldsプロジェクト」において、HD 164604系はチリ共和国に割り当てられる惑星系となった。このプロジェクトは、「国際天文学連合100周年事業」の一環として計画されたイベントの1つで、チリ国内での選考、国際天文学連合 (IAU) への提案を経て太陽系外惑星とその主星に固有名が承認されるものであった。2019年12月17日、IAUから最終結果が公表され、HD 164604は Pincoya 、HD 164604 bは Caleuche と命名された。これらはチリ南部に伝わる海に関連した神話に由来しており、Pincoyaは 水死した船乗りを死後も生きることができるように幽霊船Caleucheへ運ぶ女性の水の精霊に、Caleuche は夜になるとチロエ島の周りを航海しているとされる幽霊船に、それぞれちなんで名付けられた。